# Lịch sử vũ khí hạt nhân
Lịch sử vũ khí hạt nhân đề cập đến việc phát triển các loại vũ khí hạt nhân. Bắt đầu với những ý tưởng đột phá về khoa học trong thập niên 1930 của các nước như Hoa Kỳ, Canada và Anh trong thế chiến thứ 2 mà người ta gọi là Dự án Manhattan để chống lại các dự án không thành công về bom nguyên tử Nazi của Đức. Vũ khí hạt nhân cũng là một lĩnh vực mới trong vật lý học hiện đại. Sau khi vũ khí hạt nhân được phát triển bởi các nước lớn như Hoa Kỳ, Liên xô, thì sau đó một số nước khác cũng bắt đầu nghiên cứu vũ khí hạt nhân như: Pháp, Trung Quốc, Ấn Độ, v v...
Từ năm 1945 đến năm 1962 nước Hoa Kỳ đã tiến hành 331 vụ thử vũ khí hạt nhân trên không khí. Vụ thử vũ khí hạt nhân lần đầu tiên được Hoa Kỳ tiến hành thử ngày 16 tháng 7 năm 1945 ngoài khơi bang México của Mỹ. Vụ thử nghiệm bom nguyên tử thứ 2 được Mỹ thử nghiệm trên chính nước Nhật nhằm trả đũa Nhật vụ việc Trân Châu Cảng.

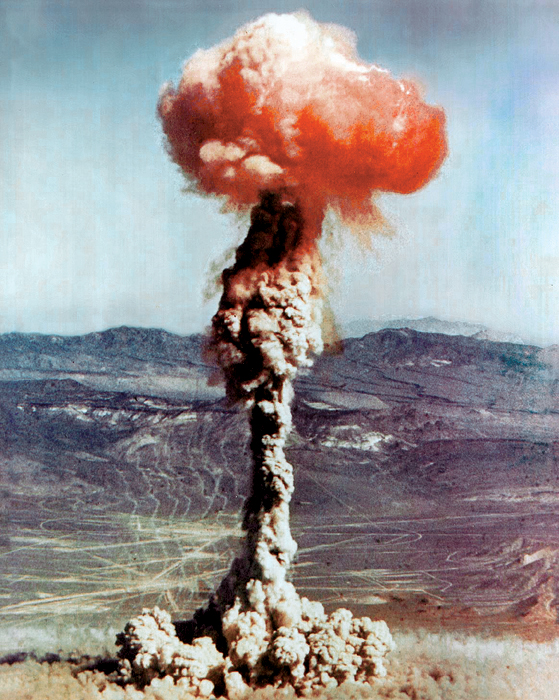
Một quả cầu lửa phóng xạ trên đỉnh cột khói trong một vụ thử hạt nhân.

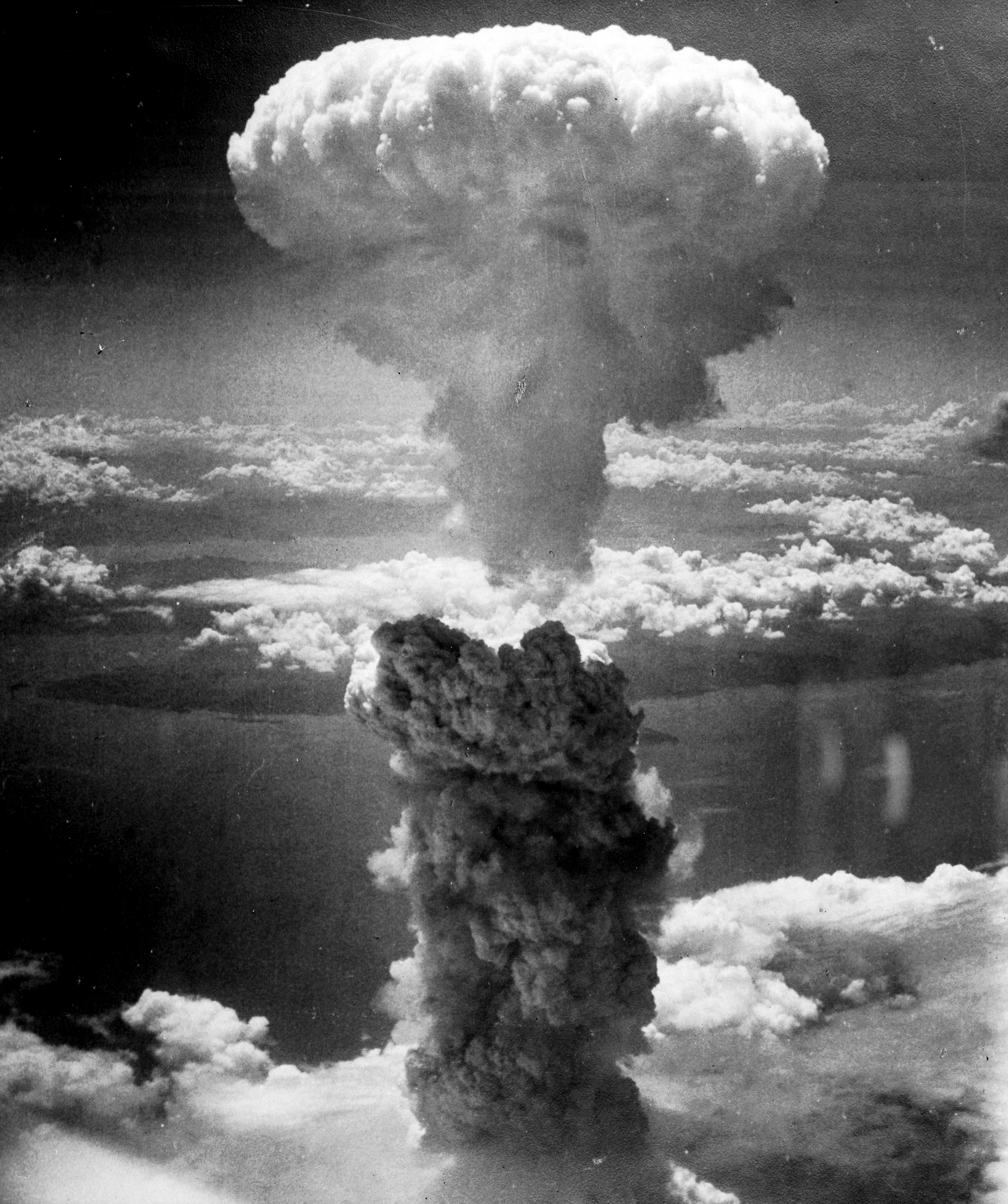
Hình ảnh bom nguyên tử nổ tại thành phố Nagaski

## Các mốc sự kiện
- Ngày 6 tháng 8 năm 1945 Hoa Kỳ đã ném quả bom nguyên tử xuống thành phố Hiroshima của Nhật làm chết hơn 60.000 người. Đến ngày mùng 9 tháng 8 năm 1945 Hoa Kỳ tiếp tục ném quả bom thứ 2 xuống Nagasaki làm chết hơn 100.000 người và làm nhiều người khác bị thương.
- Đến ngày 29 tháng 8 năm 1949 Liên Xô đã thử nghiệm thành công bom nguyên tử.
- Đến năm 1952 Nước Anh Thử nghiệm thành công bom nguyên tử tại một đảo Montebello ở Úc.
- Trong năm 1952 Hoa Kỳ cũng thử nghiệm thành công bom hydrogen lần đầu tiên trong lịch sử loài người.
- Đến năm 1960 Pháp thử nghiệm thành công bom nguyên tử tại Sa mạc Sahara Agieri.
- Đến năm 1964 Trung Quốc thử nghiệm thành công bom nguyên tử.
- Đến năm 1974 Ấn Độ thử nghiệm thành công bom nguyên tử.
- Đến năm 1979 Israel thử nghiệm thành công bom nguyên tử.
- Đến năm 1998 Pakistan thử nghiệm thành công bom nguyên tử.
- Đến năm 2009 Triều Tiên thử nghiệm thành công bom nguyên tử.

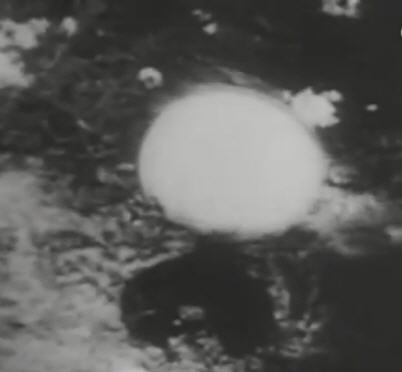
Hình ảnh bom nguyên tử nổ tại thành phố của Nhật Hiroshima